# Terre de Dickson
La Terre de Dickson est une territoire norvégien situé sur l'île du Spitsberg, Svalbard. Elle est située environ au milieu de l'île et est délimitée par l' Isfjorden avec les branches Billefjorden et Dicksonfjorden dans le sud, et Wijdefjorden et l'Austfjorden dans le nord. À l'ouest, elle rencontre la Terre James I, et à l'est les Terre d'Olav V et Bünsow.
Elle forme une péninsule entre le Billefjorden et le Dicksonfjorden.

## Géographie
La zone côtière le long de l'Isfjorden et ses différents bras sont situés dans le Parc national de Nordre Isfjorden. La zone côtière sur les deux côtés de la partie intérieure de Wijdefjorden complètement à l'est, constitue le Parc national d'Indre Wijdefjorden. La Terre de Dickson est située loin de la mer, et il y a seulement quatre petits lieux de nidification, le long du fjord Dicksonfjorden – Takefjellet, Gangerolvfjella, Kongressfjellet à Kapp Wijk et à Skansebukta. Il existe une tribu de rennes dans la vallée de Dickson à l'ouest, et sinon, on peut rencontrer des phoques dans les fjords.
La Terre de Dickson a un relief très montagneux, tout au long de la côte au nord, un peu moins fortement vers l'Isfjorden au sud.Le plus haut sommet sont Gyldénfjellet avec 1 128 m, Lagfjellet dans le nord-ouest avec 1 120 m, tandis que Gråkammen dans le nord non loin du Wijdefjorden atteint 995 m et Kastellet 970 m. Reuterskiöldfjellet 1 029 m et Pyramiden 939 m. Le sol est presque complètement libre de glace mais l'on compte quelques petits glaciers dans le sud-est : Cambridgebreen, Hoelbreen, Jotunfonna et Frostisen qui est le plus grand.
Durant l'été 1939 une expédition britannico-suédo-norvégienne a visité les fjords Dicksonfjorden, Billefjorden et Woodfjorden afin d'y étudier la géologie et les fossiles. Cette expédition était dirigée par le scientifique suédois Erik Stensiö et Anatol Heintz.

## Histoire
C'est dans la Terre de Dickson que se trouve l'ancienne localité liée à l'extraction de charbon de Pyramiden, à l'origine suédoise puis, plus tard, russe jusqu'à son abandon en 1998. Elle compte aujourd'hui parmi les villes fantômes du Svalbard. Il y a eu des essais d'extraction du gypse à Skansebukta, et il y a de nombreux vestiges de cabanes de trappeur au Kapp Wijk et Kapp Thordsen, ainsi que sur les autres côtes le long des fjords du sud.

## Nom
La terre est nommée d'après le baron Oscar Dickson (1823-97), un homme d'affaires suédois et un partisan de la recherche, qui a pris en charge un nombre considérable d'expéditions suédoises dans l'Arctique, entre 1868 et 1897.